# Karin Wallgren-Lundgren
Karin Elisabeth Wallgren-Lundgren, född Wallgren 19 maj 1944 i Göteborg, är en svensk före detta friidrottare (sprinter) som tävlade för klubben Göteborgs Kvinnliga IK. Hon utsågs 1965 till Stor grabb/tjej nummer 235. Efter den aktiva karriären har hon varit ordförande för Göteborgs friidrottsförbund och vice ordförande för Svenska friidrottsförbundet.

## Biografi
Karin Wallgren (hon bytte efternamn inför säsongen 1969) hade störst framgångar på 400 meter. Hon vann guld på det första inofficiella inne-EM 1967. Hon kom femma vid utomhus-EM 1969 i Athen. Vid det första officiella inomhus-EM i Wien 1971 kom hon fyra. 1967 var hon med i matchjen mellan Europa och USA och vann 400-metersloppet.
Vid OS i Mexico City 1968 blev hon utslagen i semifinal på 400 meter och i försöken på 200 meter. Vid OS i München 1972 blev hon utslagen i mellanheaten på 400 meter samt deltog i de svenska stafettlagen på 4x100 meter (diskvalificerade) och 4x400 meter (utslagna i försöken).

## Personliga rekord
- 100 meter - 11,80 (Sollentuna 24 juli 1971)
- 200 meter - 23,49 (Eskilstuna 16 augusti 1970)
- 400 meter - 53,09 (Mexico City 16 oktober 1967)